# Mesagroicus pilifer
Mesagroicus pilifer — вид долгоносиков-скосарей из подсемейства Entiminae.

## Описание
Жук длиной 5—6,5 мм, окрашен в основном в тёмно-коричневый цвет. На основании надкрылий не резкое, более светлое надплечевое пятно; обычно есть предвершинное светлое пятно. Голова и головотрубка в резких продольных морщинках, среди которых имеются отдельные глубокие и крупные точки. Тело довольно широкое, у самок обратнояйцевидное, у самцов более параллельносторонняя. Бугорки на переднеспинки высокие, но негустые, промежутки между ними имеют вид довольно широких бороздок, ширина которых равна примерно одной трети диаметра бугорка.